# Włodzimierz Wójcicki
Włodzimierz Wójcik (Varsavia, 14 settembre 1933 – Sanok, 25 giugno 2017) è stato uno schermidore polacco, vincitore di una medaglia d'oro ai campionati mondiali di scherma.